# 巴列萨德拉瓜雷尼亚
巴列萨德拉瓜雷尼亚，是西班牙卡斯蒂利亚-莱昂萨莫拉省的一个市镇。 总面积28平方公里，总人口171人（2001年），人口密度6人/平方公里。